# Afromen (kassa)
Afromen van een kassa is het om veiligheidsredenen beperken van de hoeveelheid geld die in de kassala zit. Men zegt ook wel dat het geld afgestort wordt.
De term afromen komt van het afscheppen van de room van melk. Winkels hebben meestal afspraken gemaakt over de hoeveelheid geld die zij maximaal in de kassa willen hebben. Mocht de kassalade worden gestolen, blijft de gestolen hoeveelheid op deze manier beperkt. Bovendien neemt de kans af dat het personeel door criminelen met fysiek geweld bedreigd wordt als het duidelijk is dat de kassa's nooit echt veel geld bevatten. Mocht dit onverhoopt toch gebeuren, blijft de financiële schade beperkt.

## Twee vormen
Voor het afromen zijn twee vormen gangbaar:
1. Het maximaal bedrag dat in de kassa mag zitten wordt beperkt, bijvoorbeeld: € 400.
2. Het maximaal aantal biljetten van één soort dat in de kassa mag zitten, bijvoorbeeld: maximaal 8 biljetten van € 10, maximaal 10 biljetten van € 5 enz.

### Vier manieren
Het afromen kan op vier manieren worden gedaan:
1. De kassa wordt vervangen voor een andere.
2. Het overtollige geld wordt handmatig verwijderd uit de kassa gehaald en elders in een kluis gelegd.
3. Het overtollige geld wordt door middel van buispost getransporteerd naar een kluis.
4. Het overtollige geld wordt handmatig uit de kassa gehaald en gedeponeerd in een verankerde afroomkluis nabij de kassa. In de nieuwste generatie afroomboxen (counting cashboxen) wordt het geld in de afroombox op echtheid gecontroleerd en gelijktijdig geteld.